# Methanofollis
En taxonomía, Methanofollis es una género dentro de Methanomicrobiaceae.

## Descripción y significado
Methanofollis ("bolsa que produce metano") es archaea non-movil, Gram-negativo, anaerobia, mesófila que produce metano. Crece entre las temperaturas 20–45 °C (óptima 34–40 °C), y a pH de aproximadamente 7.

## Estructura de la genoma
El genoma de la archaeon aún no ha secuenciado. El contenido de G + C del ADN se determina que es 60.0%.

## Estructura celular y metabolismo
Las células de Methanofollis son de forma de cocos sumamente irregulares, con diámetro de 1.25–2.0 µm. Los principales lípidos polares son los fosfolípidos, glicolípidos, y phosphoglycolipidos. Utalizan H2/CO2, formate, 2-propanol/CO2, and 2-butanol/CO2 para el crecimiento y la metanogénesis. No crecimentio se ha observado con acetato, trimetilamina, metanol, etanol, 2-propanol, isobutanol, o 2-butanol como sustratos catabólicos.

## Ecología
La mayoría de las especias de archaeo son aislado de biorreactores de aguas residuales de alta tasa anaeróbicas o campos solfatáricos. Por ejemplo, M. tationis fue aislado de un campo solfatárico de El Tatio en el Desierto de Atacama en el norte de Chile.

## Otras lecturas

### Artículos de revistas científicas
- Zellner G; Boone DR; Keswani J; Whitman WB et al. (1999). «Reclassification of Methanogenium tationis and Methanogenium liminatans as Methanofollis tationis gen. nov., comb. nov. and Methanofollis liminatans comb. nov. and description of a new strain of Methanofollis liminatans». Int. J. Syst. Bacteriol. 49: 247-255. PMID 10028269. doi:10.1099/00207713-49-1-247.
- Balch WE; Fox GE; Magrum LJ; Woses CR et al. (1979). «Methanogens: reevaluation of a unique biological group». Microbiol. Rev. 43 (2): 260-296. PMC 281474. PMID 390357.
- Shimizu, Satoru; Ueno, Akio; Ishijima, Yoji (7 de septiembre de 2011). «Microbial Communities Associated with Acetate-Rich Gas-Petroleum Reservoir Surface Facilities». Bioscience, Biotechnology, and Biochemistry 75 (9): 1835-1837. doi:10.1271/bbb.110243.

### Bases de datos científicos
- PubMed
- Google Scholar